# NGC 636
NGC 636 is een elliptisch sterrenstelsel in het sterrenbeeld Walvis. Het hemelobject werd op 10 januari 1785 ontdekt door de Duits-Britse astronoom William Herschel.
Waarnemers in de Benelux kunnen, aan de hand van NGC 636, op zoek gaan naar de gordel van geostationaire satellieten. De telescoop met volgmechanisme dient naar NGC 636 gericht te worden, de geostationaire satellieten bewegen traag doorheen het beeldveld.

## Synoniemen
- PGC 6110
- MCG -1-5-13